# 有賀さつき
有賀 さつき（ありが さつき、1965年〈昭和40年〉9月9日 - 2018年〈平成30年〉1月30日）は、タレント、大学講師、女優、元フジテレビアナウンサー。

## 来歴・人物
身長は170cm。愛知県名古屋市で生まれ東京で育った。
小学校から高校まで東京都内の公立学校で学んだが、電電公社に勤務していた父親の転勤で1970-1973年（5-8歳）までニューヨークに住んでいた帰国子女であり、英語は得意。
小中学生時代は塾通いの毎日であったという。ピアノが得意で、4歳から17歳まで習っていた。
1984年、1985年には、文化放送「ミスDJリクエストパレード」にてラジオのパーソナリティーを務めた。
同期入社の女性アナウンサー2人（河野景子、八木亜希子）とともに「花の三人娘」と呼ばれ、女子アナブームの全盛期を飾った。
フランスの料理学校「Le Cordon Bleu（ル・コルドン・ブルー）」代官山校・菓子本科を修了し、フランスでは長い歴史を誇る菓子コンクール「シャルル・プルースト」のシニア部門（22歳以上）で3位入賞。また、日本料理専門の料理教室で「近茶流懐石料理」本科を修了している。
所持資格は、漢字検定準1級、英語検定準1級、TOEIC930点、小型船舶操縦士2級、モータースポーツライセンス（国内A級ライセンス）、アロマセラピーなど多数。
「有賀は旧中山道（きゅうなかせんどう）を1日中 山道（いちにちじゅう やまみち）と読み間違えた」といわれることがあるが、これは正しくない。真相は「上岡龍太郎にはダマされないぞ!」にて業界人の誤読の実例を紹介した際、「他局のアナウンサーが『いちにちじゅうやまみち』と読み間違えた」という内容のフリップボードを手に持ちながら「『きゅうちゅうさんどう』ですよね」と有賀自身も誤読したというものであった。その後の有賀は漢字検定準1級を取得し、クイズ番組では難問にも正解したことがある。死の直前には、入院先で点滴を受けながら漢字検定1級を取得するための勉強もしていた。
会社の上司であるフジテレビ解説委員の和田圭と結婚。「プロポーズをされたがお断りした。その一週間後に妊娠していることがわかったので、改めてお受けした」とのことである。2002年11月に一女をもうけるが2006年に離婚。
有賀は2016年頃から体調を崩し気味だったといい、フジテレビ在籍時の先輩にあたる松田朋恵（フリーアナウンサー）は「この1、2年（の有賀は）かなり痩せていた」ことを語っている。その松田に有賀は2017年秋に「親の世話をするために年内（2017年）限りで活動を停止する」ことを伝えていたという。また、同じくフジテレビ時代の先輩である山村美智によれば、2017年夏にフジテレビ系のバラエティ番組『ネプリーグ』で共演した際に、有賀が痩せたことを山村が指摘すると、有賀は「ダイエットに成功した」と話しており、さらにこのとき、有賀はウィッグを着用していたことも山村に対して明かしていた。
2018年1月30日、東京都港区の山王病院で死去。52歳没。有賀の死去は2月5日のスポーツニッポンによる記事で初めて伝えられ、同月4日未明に放送された日本テレビの通販番組『日テレポシュレ』では、前年に事前収録された映像が流されていた。同期の八木をはじめ、古巣のフジテレビ関係者、あるいは有賀とつながりがあった人たちの多くは有賀が闘病していたことを全く知らなかったという。取材に応じた実父によれば、1月半ばより入院加療していたとのことで、1月30日8時過ぎに病院からの連絡で娘の死を伝えられたことを明かしている。正式な死因は有賀本人の意思により当初は公表していなかったが、死去から1年を経た2019年1月に卵巣がんであったことが公表されている。一人娘は有賀の死後、元夫の和田に引き取られた。その後和田は長女のアメリカ留学が決まった矢先、2021年に死去している。

## 略歴
- 1984年（昭和59年）3月 、東京都立九段高等学校卒業。
- 1988年（昭和63年）3月 、フェリス女学院大学文学部英米文学科卒業後の同年4月、フジテレビに入社。同期入社のアナウンサーは青嶋達也・河野景子・八木亜希子[注釈 1]。
- 1992年（平成4年）10月、 フジテレビを退社。
- 1993年（平成5年）4月より、本格的に芸能活動を始める。
- 2000年（平成12年）　芸能界を引退。翻訳の勉強を始める。
- 2002年（平成14年）3月、 和田と結婚。また、和田と共著で『実況解説!小泉劇場』を出版。活動を再開。同年11月、長女を出産。
- 2006年（平成18年）5月 、和田と離婚。長女（当時3歳）の親権は有賀が持った。タレントとして活動を再開（共同テレビジョン）。
- 晩年は母校でもあるフェリス女学院大学で、アナウンス講座を受け持っていた[21]。
- 2018年（平成30年）1月30日 死去[1]。52歳没。

## 主な出演番組

### フジテレビ時代
- FNNモーニングコール
- FNNスーパータイム:スポーツコーナー担当
- プロ野球ニュース
- FNSスーパースペシャル1億人のテレビ夢列島
- なるほど!ザ・ワールド
- 週刊スタミナ天国
- 上岡龍太郎にはダマされないぞ!
- オレたちひょうきん族
- 新春かくし芸大会
- 世界の常識・非常識!
- オールナイトフジ
- とんねるずのみなさんのおかげです
- パラダイスGOGO!!
- 志村けんのバカ殿様
- FNS番組対抗NG大賞
- スター千一夜スペシャル
- 夜のヒットスタジオスペシャル
- いきなり!フライデーナイト
- F1ポールポジション
- 出たMONO勝負
- 森田一義アワー 笑っていいとも!:いいともアナウンサー
- クイズ!年の差なんて

### フリーランス後
- ミュージックステーション - サブ司会（1993年4月9日 - 1996年3月22日）
- 恐怖の体重計 - 司会
- 料理バンザイ! - アシスタント（1994年4月 - 1995年6月）
- お願い!ランキング
- ロンドンハーツ
- クイズ雑学王
- 勉強してきましたクイズ ガリベン
- くりぃむナントカ
- 銭形金太郎
- 女神のアンテナ
- さんまのナンでもダービー
- ネプリーグ
- 熱血!平成教育学院
- クイズ!ヘキサゴンII
- 笑っていいとも!
- 一攫千金!日本ルー列島
- タモリのSUPERボキャブラ天国
- ホンネの殿堂!!紳助にはわかるまいっ
- あっぱれさんま大先生
- 明石家マンション物語
- FNS26時間テレビ
- クイズ!歌うぞ音楽王 - 準レギュラー
- 行列のできる法律相談所
- おとなの学力検定スペシャル小学校教科書クイズ!
- ダウンタウンDX
- 世界まる見え!テレビ特捜部
- 太田光の私が総理大臣になったら…秘書田中。
- 愛のお悩み解決!シアワセ結婚相談所
- スッキリ!!
- 所さんの目がテン!
- あの人は今!?
- 今田ハウジング
- おしえて!ガリレオ
- ラジかるッ
- 芸恋リアル
- 紳助のサルでもわかるニュース
- 投稿!特ホウ王国
- ウンナン世界征服宣言
- THE夜もヒッパレ
- DAISUKI!
- サンデー・ジャポン
- 徳光和夫の感動再会"逢いたい"
- 明石家さんちゃんねる
- 自然がいちばん!地球塾
- Take Me Out
- 出没!アド街ック天国
- ド短期ツメコミ教育!豪腕!コーチング!!
- 怒りオヤジ3
- 名門パープリン大学日本校
- ロンブーの怪傑!トリックスター
- 透明人間
- 有賀さつきのテレビの悪口（2007年1月14日、1:30 - 2:00(JST)、BS日テレ）

サタデーバリューフィーバー「欲9」BS日テレ特別番組メインキャスター選びから放送へとなった。
- NHK手話ニュース　ナレーション
- クイズプレゼンバラエティー Qさま!!（準レギュラー回答者）
- 超クイズタイムショック
- SMAP×SMAP -

「BISTRO SMAP」のゲスト（2015年6月1日、益田由美・河野景子・八木亜希子・小島奈津子・近藤サト・木佐彩子とともに出演）

## 著書
- （八木亜希子, 河野景子） 『私たちがアナウンサーだったころ（アナ本）』 （フジテレビ出版、1991年） ISBN 4594007228
- 『さつき白書』 （浪漫新社、1994年） ISBN 484701202X
- （和田圭） 『実況解説!小泉劇場 ― すべて見せます「小泉政治」ほんとうの話』 （PHP研究所、2002年） ISBN 4569620892
- 『会話美人 35のレッスン』 （PHP研究所、2004年） ISBN 4569634834